# Brooke Shields
Brooke Christa Camille Shields (New York, 31 mei 1965) is een Amerikaanse actrice.

## Biografie
Shields werd op zeer jonge leeftijd al gevraagd als model voor reclames. Ook was ze in latere jaren kindmodel. Ze werkte in 1977 samen met regisseur Woody Allen voor zijn film Annie Hall, maar haar rol werd op het laatste moment uit de film geschrapt.
In 1980 was Shields het jongste model dat ooit op de cover van het tijdschrift Vogue verscheen.
Shields heeft gestudeerd aan de Princeton-universiteit. Haar eerste succesvolle film was The Blue Lagoon (1980). Ze heeft ook in een aantal televisieseries gespeeld. Een van de recentere was Suddenly Susan, waarin ze de hoofdrol van Susan speelde. In 2008 speelde ze de rol van Wendy Healy in Lipstick Jungle.
Van 1997 tot 1999 was ze getrouwd met tennisser Andre Agassi. Sinds 4 april 2001 is ze getrouwd met scriptschrijver Chris Henchy en samen kregen ze twee dochters. Ook had ze een kortstondige relatie met John F. Kennedy jr., acteurs Michael Bolton en Liam Neeson en zanger Michael Jackson.

## Relatie met Michael Jackson
Brooke Shields was nauw bevriend met Michael Jackson. Ze sprak op zijn herdenkingsdienst op 7 juli 2009 in het Staples Center te Los Angeles. Shields zei dat ze Jackson voor het eerst ontmoette toen ze dertien jaar was en dat ze meteen bevriend raakten. Shields gaf haar speech in tranen en vermeldde Michael Jacksons favoriete song Smile door Charlie Chaplin. Dit lied werd later in de herdenkingsdienst gezongen door Jermaine Jackson.

## Filmografie

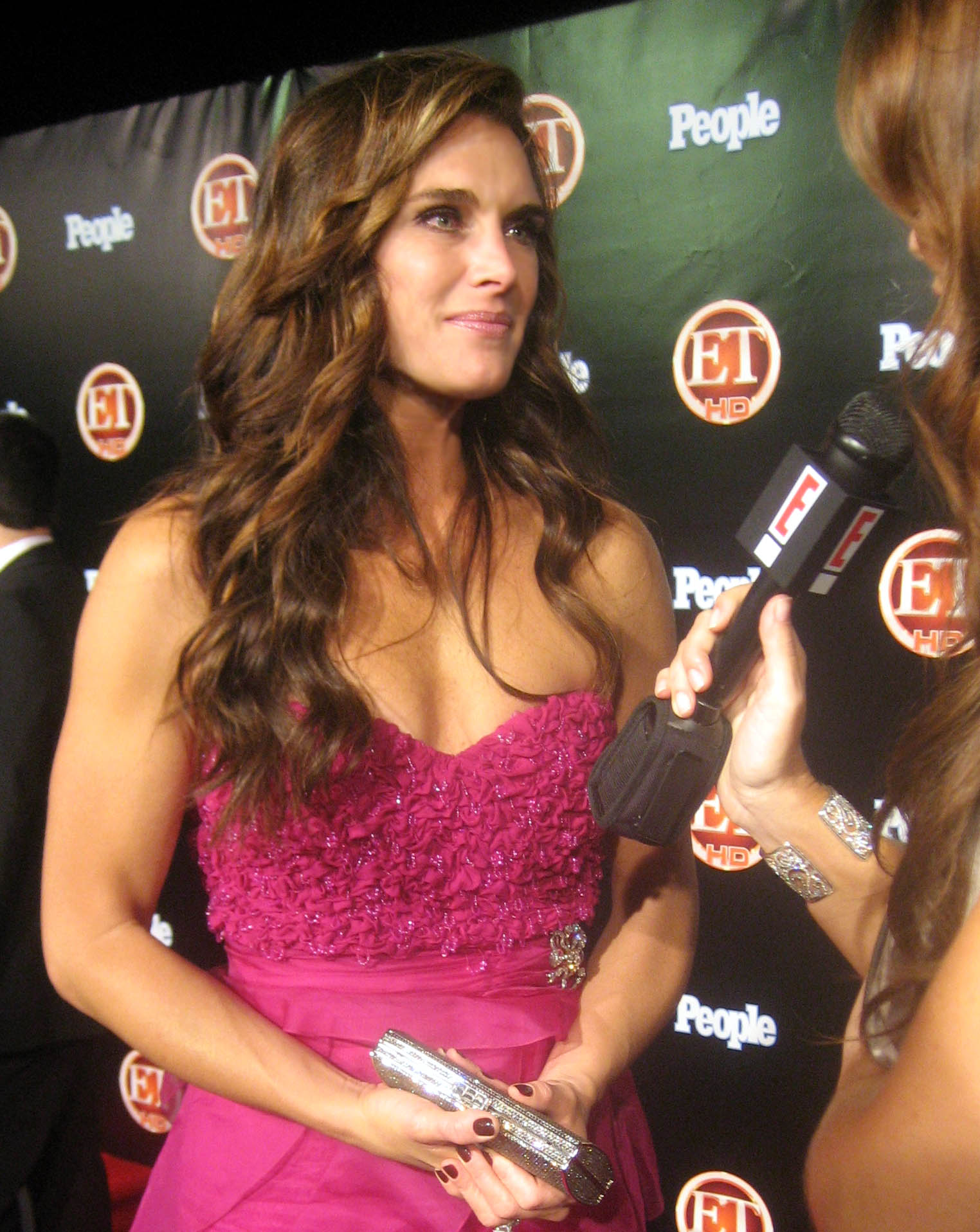
Shields in 2008.

### Films
- Alice, Sweet Alice (1976) - filmdebuut
- King of the Gypsies (1978)
- Pretty Baby (1978)
- An Almost Perfect Affair (1979)
- Tilt (1979)
- Just You and Me, Kid (1979)
- Wanda Nevada (1979)
- The Blue Lagoon (1980)
- Endless Love (1981)
- Sahara (1983)
- The Muppets Take Manhattan (1984)
- Wet Gold (1984; televisiefilm)
- The Diamond Trap (1988)
- Speed Zone (1989)
- Brenda Starr (1989)
- Backstreet Dreams (1990)
- Running Wild (1992)
- Legends of the West (1992; documentaire)
- Freaked (1993)
- Stalking Laura (1993)
- The Seventh Floor (1994)
- An American Love (1994; miniserie)
- Nothing Lasts Forever (1995)
- Freeway (1996)
- The Almost Perfect Bank Robbery (1997)
- Scratch the Surface (1997; documentaire)
- Junket Whore (1998; documentaire)
- The Misadventures of Margaret (1998)
- The Weekend (1999)
- Black and White (1999)
- The Bachelor (1999)
- After Sex (2000)
- Massholes (2000)
- What Makes a Family (2001)
- Widows (2002; miniserie)
- Mayor of the Sunset Strip (2003; documentaire)
- Rent-a-Husband (2004)
- Our Italian Husband (2004)
- The Easter Egg Adventure (2004) (stemrol)
- Gone but Not Forgotten (2004; miniserie)
- Bob the Butler (2005)
- National Lampoon's Bag Boy (2007)
- Unstable Fables: Goldilocks & 3 Bears Show (2008) (stemrol)
- The Midnight Meat Train (2009)
- Furry Vengeance (2010)
- The Boy Who Cried Werewolf (2010)
- Chalet Girl (2011)
- The Greening of Whitney Brown (2011)
- The Hot Flashes (2013)
- Under Wraps (2014) (stemrol)
- A Castle for Christmas (2021)
- Holiday Harmony (2022)
- Mother of the bride (2024)

### Televisie (selectie)
- The Doctors (1982) als Elizabeth Harrington
- Quantum Leap (1992) als Vanessa Foster (1 afl.)
- The Simpsons (1993) stemacteur (1 afl.)
- Tales from the Crypt (1993) (1 afl.)
- Friends (1996) als Erika Ford (1 afl.)
- Suddenly Susan (1996-2000) als Susan Keane (93 afl.)
- That '70s Show (2004) als Pamela Burkhart (7 afl.)
- Hannah Montana (2007-2009) als Susan Stewart (3 afl.)
- Lipstick Jungle (2008-2009) als Wendy Healy (20 afl.)
- The Middle (2010-2018) als Rita Glossner (6 afl.)
- Army Wives (2013) als kol. Kat Young (5 afl.)
- Mr. Pickles (2014-2019) als Beverly Goodman (32 afl.)
- Flower Shop Mystery (2016) als Abby Knight (3 afl.)
- Scream Queens (2016) als dr. Scarlett Lovin (1 afl.)
- When Calls the Heart (2016) als Charlotte Thornton
- Law & Order: Special Victims Unit (2017-2018) als Sheila Porter (5 afl.)
- Jane the Virgin (2018) als River Fields (4 afl.)
- Momma Named Me Sheriff (2019-2021) als Beverly Goodman (19 afl.)
- 9-1-1 (2020) als Dr. Kara Sanford (afl. 3.18)